# Yvonne Le Tac
Yvonne Le Tac, née Yvonne Manière le 22 août 1882 à Paris et morte le 23 décembre 1957 à Paris, est une institutrice et directrice de l'école des filles située au no 7 de la rue portant désormais son nom, à Paris. Elle fut résistante et déportée à Ravensbrück et Auschwitz-Birkenau.

## Biographie
La maison de Bretagne d'Yvonne Le Tac, à Saint-Pabu, fut un important point de passage pour Londres depuis la France. Membre du réseau de résistance Overcloud, elle y hébergeait les clandestins qui embarquaient à bord d'un canoë afin de rejoindre au large des côtes une navette de la Royal Navy. Elle prit le pseudonyme de « Noir-Orange », transmettait des messages, et transportait des armes dans sa brouette, cachées sous du goémon.
Elle fut arrêtée le 7 février 1942 et déportée à Ravensbrück, Lublin-Majdanek, puis Auschwitz-Birkenau. Une fois le camp libéré par les Soviétiques, Yvonne Le Tac est rapatriée à Marseille via Odessa, où elle retrouve une partie de sa famille, également rescapée des camps de la mort.
Elle retourne dans sa maison de Bretagne, mais s'y casse trois vertèbres lors d'une chute. Elle ira alors à Paris pour finir ses jours.

## Vie privée
Elle est la mère de Joël Le Tac (1918-2005), journaliste, résistant, compagnon de la Libération, déporté et homme politique français, mais aussi de Roger Le Tac et d'Yves Le Tac.

## Décorations
- Médaille de la Résistance française avec rosette (décret du 24 avril 1946)[3]